# Brylińce
Brylińce (w latach 1977–1981 Tomczyków) – wieś w Polsce położona w województwie podkarpackim, w powiecie przemyskim, w gminie Krasiczyn, nad Brylińskim Potokiem dopływem Olszanki.
W latach 1975–1998 miejscowość administracyjnie należała do województwa przemyskiego.

## Części wsi
| SIMC    | Nazwa      | Rodzaj    |
| ------- | ---------- | --------- |
| 0604637 | Dolny Młyn | część wsi |
| 0604643 | Garb       | część wsi |
| 0604650 | Górny Młyn | część wsi |
| 0604666 | Tartak     | część wsi |
| 0604672 | Wygoda     | część wsi |

6 marca 1508 roku król Zygmunt I Stary wydał dokument osadzenia wsi Brylińce i Cisowa na prawie wołoskim.
2 marca 1537 król polski Zygmunt I Stary potwierdził nadanie kniaziom Steczkowi, Onaszkowi i Hawryle przywileju osadniczego na prawie wołoskim miejscowości Brylińce i Cisowa.
Wołoska wieś królewska Brylince położona była w 1589 roku w starostwie przemyskim w ziemi przemyskiej województwa ruskiego. Wieś położona w powiecie przemyskim została spustoszona w czasie najazdu tatarskiego w 1672 roku.
W II Rzeczypospolitej wieś w powiecie przemyskim w województwie lwowskim.
W latach 1945–1947 nacjonaliści ukraińscy z OUN-UPA zamordowali tutaj 13 Polaków i 2 Ukraińców.
Na terenie wsi działalność duszpasterską prowadzi rzymskokatolicka parafia pw. Narodzenia NMP Olszanach należąca do dekanatu Bircza, oraz Kościół Zielonoświątkowy – protestancka wspólnota o charakterze ewangelicznym.
W Brylińcach urodził się Aleksander Rewerowski (1897–1958), major piechoty Wojska Polskiego, dowódca 64 Pułku Piechoty w kampanii wrześniowej 1939.

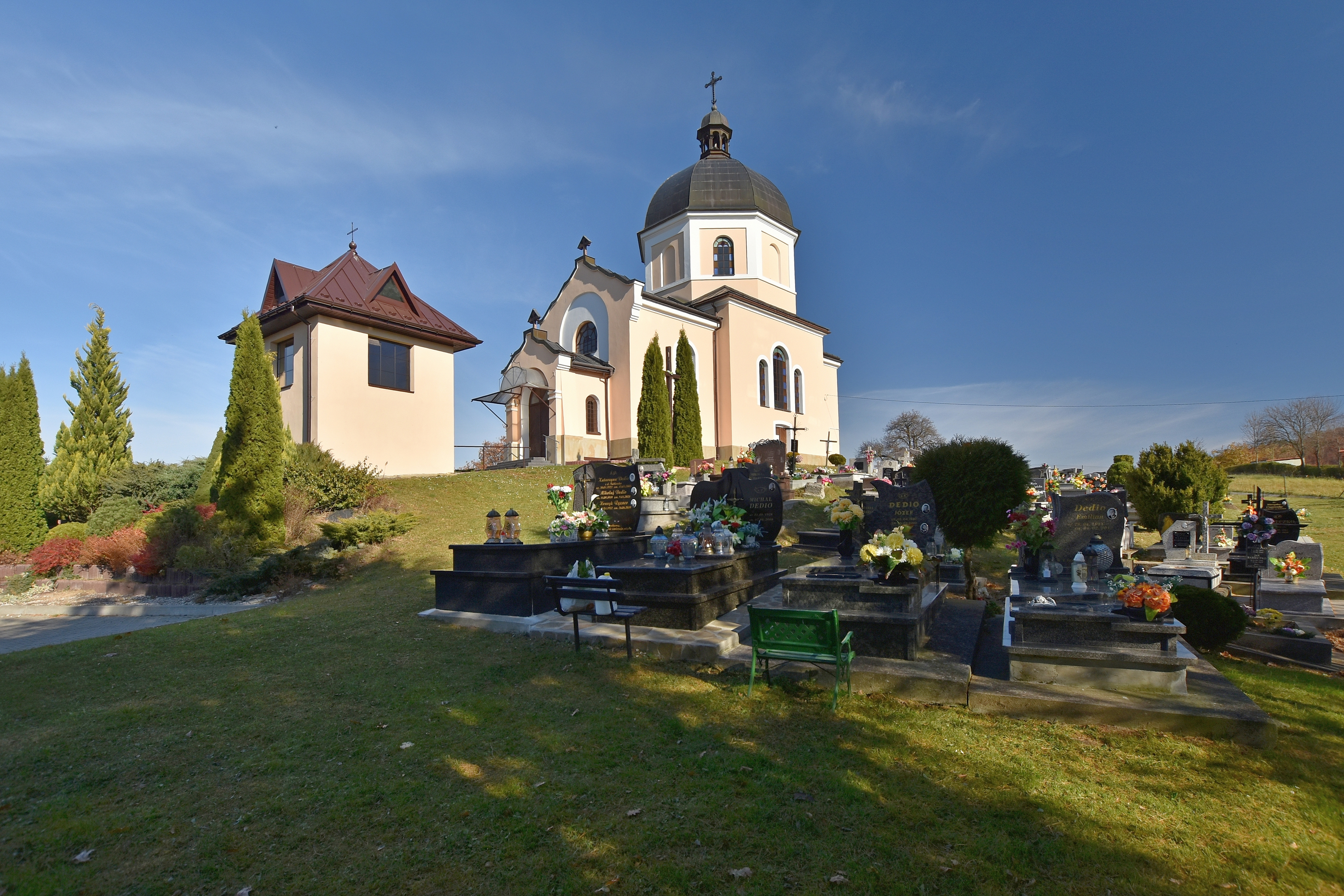
Cerkiew św. Bazylego Wielkiego
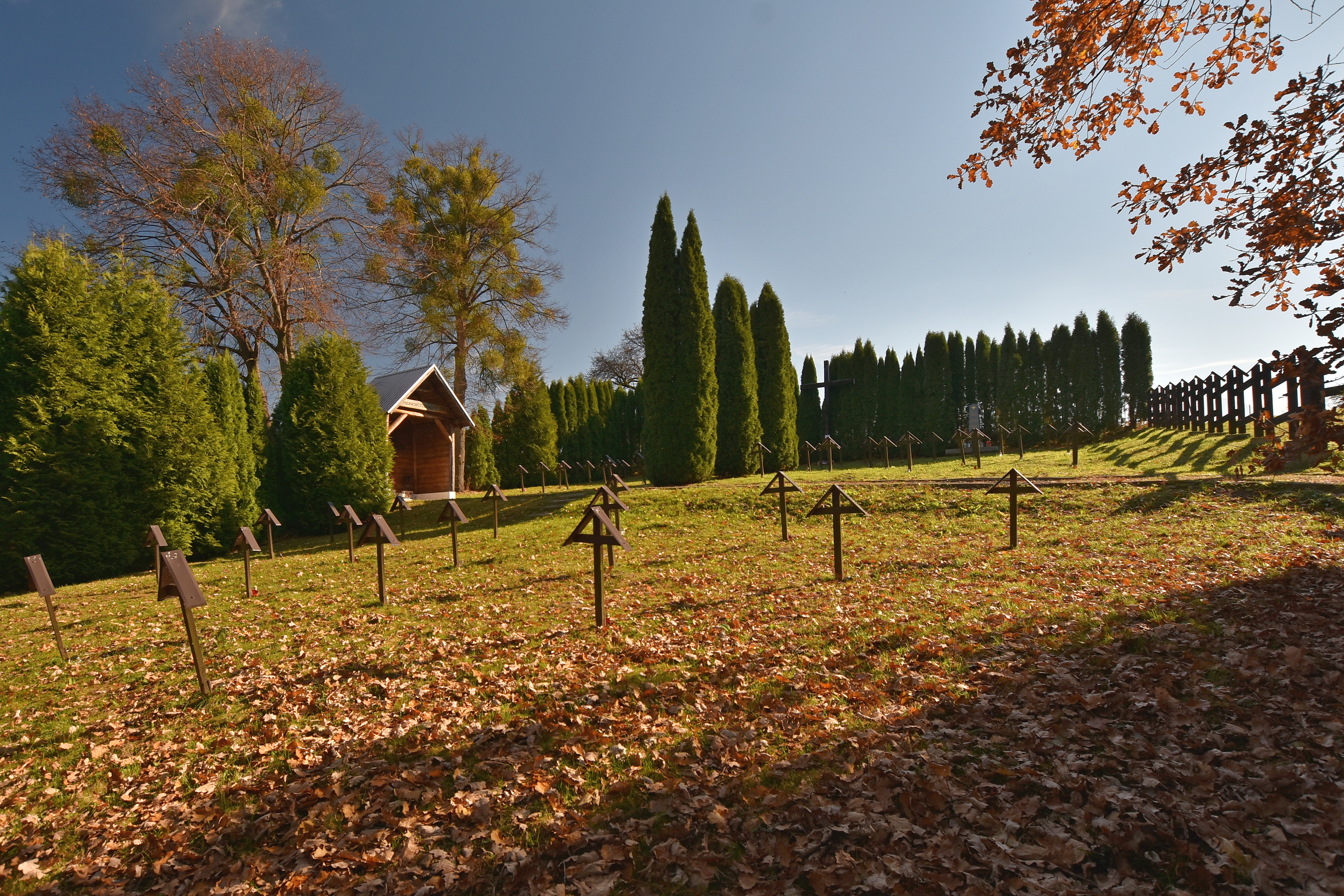
Cmentarz wojenny w Brylińcach